# Ghici cine vine la cină?
Ghici cine vine la cină? (titlu original: Guess Who's Coming to Dinner) este un film american din 1967 regizat de Stanley Kramer. Din distribuție fac parte Katharine Hepburn (laureată cu Oscar pentru cel mai bun rol feminin), Sidney Poitier și Spencer Tracy. 

## Distribuție
- Spencer Tracy - Matt Drayton
- Sidney Poitier - Dr. John Wayde Prentice Jr.
- Katharine Hepburn - Christina Drayton
- Katharine Houghton -  Joanna "Joey" Drayton
- Cecil Kellaway -  Monsignor Mike Ryan
- Beah Richards -  Mary Prentice
- Roy E. Glenn -  John Prentice Sr.
- Virginia Christine -  Hilary St. George
- Alexandra Hay -  Carhop
- Isabel Sanford -  Matilda "Tillie" Binks
- Barbara Randolph -  Dorothy
- D'Urville Martin -  Frankie
- Tom Heaton -  Peter
- Grace Gaynor -  Judith
- Skip Martin -  Delivery Boy
- John Hudkins - Taximetrist
- Jacqueline Fontaine - Cântăreț (nemenționat)

## Vezi și
Listă de filme străine până în 1989